# Podocarpus deflexus
Podocarpus deflexus là một loài thực vật hạt trần trong họ Thông tre. Loài này được Ridl. miêu tả khoa học đầu tiên năm 1925. Chúng được tìm thấy ở Indonesia và Malaysia. 